# بث برس
بث برس (زاده: ۲۶ دسامبر ۱۹۸۵) بازیگر آمریکایی است. وی بخاطر بازی در سریال دو دختر ورشکسته محصول شبکه سی‌بی‌اس به شهرت رسید. همچنین وی و کت دنینگ (که در سریال دو دختر ورشکسته با هم هستند)، اجرای مراسم چهلمین جایزه برگزیده مردم در سال ۲۰۱۴ را نیز بر عهده داشتند.

## کودکی
بث متولد شهر لنکستر، پنسیلوانیا است. پدرش مدیر دانشگاه و مادرش مدرس مدرسه هستند. بث از چهار سالگی و با اجرا در تئاتر پا به عرصه نمایشی گذاشت. وی به همراه خانواده‌اش و زمانی که ۱۵ سال داشت به شهرستان مارین در اطراف منطقه خلیج سانفرانسیسکو نقل مکان می‌کند و در این شهر دوران دبیرستان خود را گذراند و سپس به دیدن دوره‌های نمایشی روی آورد. البته پیش‌تر وی به عنوان یک خواننده تحت آموزش قرار گرفته بود.
بث برس در سال ۲۰۰۴ به لس‌آنجلس رفته و در یک مدرسه تئاتر، سینما و تلویزیون شروع به اجرای نمایش می‌کند. وی در سال ۲۰۰۸ با مدرکی در رشته نظریه انتقادی فارغ‌التحصیل می‌شود.

## زندگی شخصی
از سال ۲۰۱۲ بث وارد رابطه‌ای با مایکل گلدیس که وی نیز بازیگر است شده‌است. این دو در فیلم کوتاه مشاجره در کنار یکدیگر به ایفای نقش پرداخته‌اند.

## پیوند
- بث برس در بانک اطلاعات اینترنتی فیلم‌ها